# Bachelor of Arts

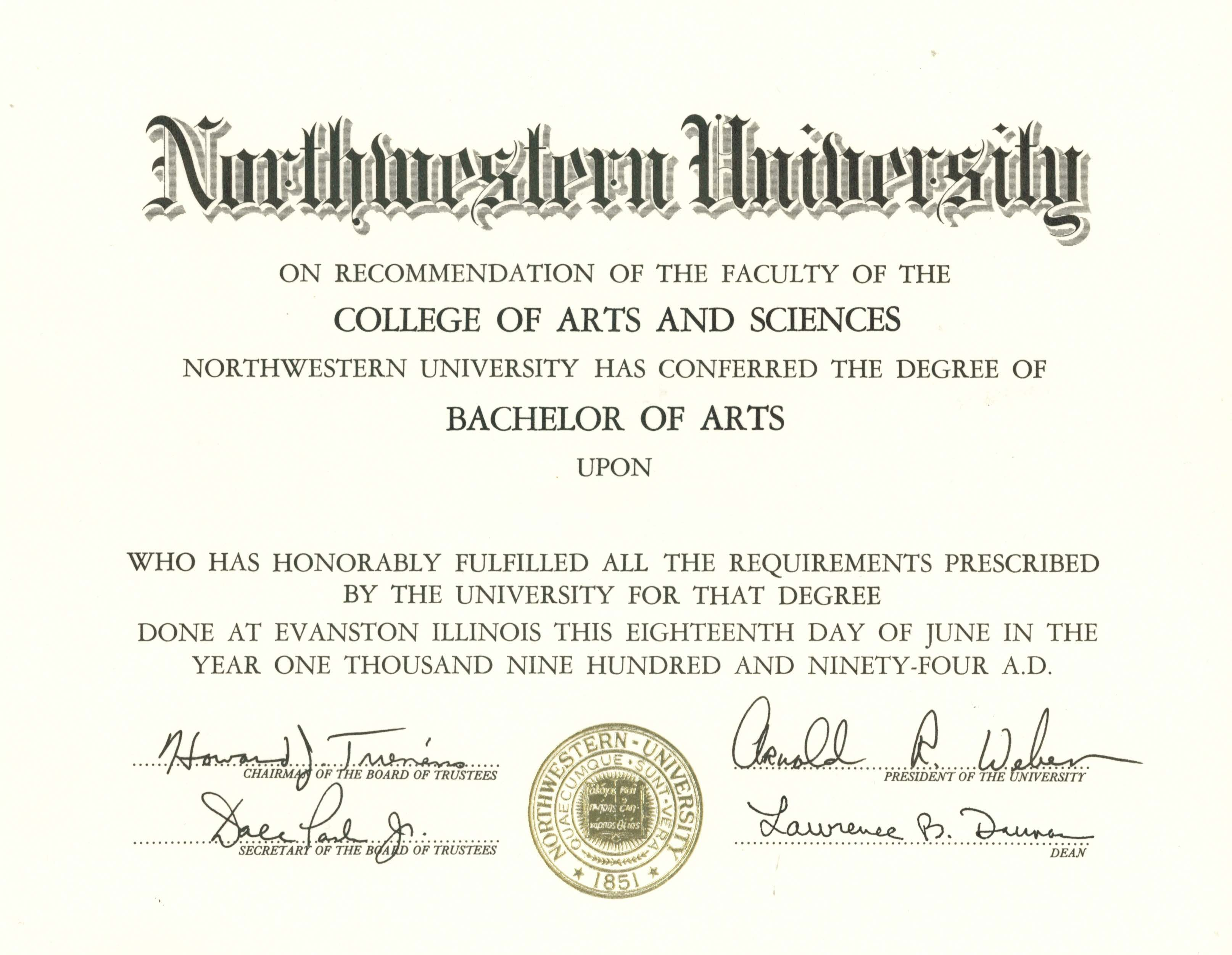
Una scansione di un diploma di laurea triennale del 1994 conseguito presso il Northwestern University College of Arts and Sciences

Il Bachelor of Arts (abbreviato frequentemente con la sigla B.A., dal latino baccalaureus artium, letteralmente «baccellierato in arti») è un tipo di bachelor, il primo grado accademico rilasciato dalle università dei paesi anglofoni.

## Descrizione generale
Viene rilasciato al termine del primo ciclo di studi. Tale ciclo, che assume il nome di undergraduate program, dura in genere 3 anni nel Regno Unito (salvo che in Scozia), in Nuova Zelanda, in Australia e nel Québec e 4 anni negli Stati Uniti, in Irlanda, in Scozia e nel resto del Canada.
In alcuni stati presenta somiglianze col bachelor of science, in particolare perché sono i principali titoli di primo ciclo (undergraduate): ad esempio negli Stati Uniti ed in Canada includono una formazione di base (scienze umane, scienze sociali, scienze naturali e matematiche). Gli studenti devono scegliere una materia principale (major) e potendo seguire ugualmente alcuni corsi facoltativi. Il corso del bachelor of science conta più corsi nella materia principale rispetto al piano di studi del bachelor of arts. Inoltre il bachelor of science viene conferito maggiormente nelle scienze naturali piuttosto che nelle scienze umane. Negli Stati Uniti un B.A. viene richiesto più in ambiti professionali che in quelli puramente accademici. Per questo motivo è più facile che uno studente si proponga per un B.Sc. in determinate materie come finanza, contabilità, diritto penale.

## Nel mondo
Negli Stati Uniti e in Canada un bachelor of arts esige che lo studente abbia frequentato la maggioranza dei suoi corsi (la metà o i tre quarti) nelle arti, termine che raggruppa le scienze sociali, le lettere, la musica o le arti plastiche. In alcuni atenei si dà questo titolo anche agli studenti che abbiano seguito principalmente corsi nei campi delle scienze fisiche come la biologia e la chimica. Questo è frequente in alcune delle più prestigiose università statunitensi della Ivy League, come l'Università di Princeton.
In Gran Bretagna la maggior parte delle università mantiene la distinzione tra le arti e le scienze, ma certune, come l'Università di Oxford e quella di Cambridge, conferiscono B.A. ad ogni studente qualunque sia la sua specializzazione.